# Grand Prix de Denain 2019
Grand Prix de Denain 2019 var den 61. udgave af cykelløbet Grand Prix de Denain. Løbet var en del af UCI Europe Tour-kalenderen og blev arrangeret 24. marts 2019. Løbet blev vundet af hollandske Mathieu van der Poel fra Corendon-Circus.

## Hold og ryttere
| UCI WorldTeams (3)- AG2R La Mondiale - Groupama-FDJ - Trek-Segafredo UCI Professionelle kontinentalthold (14)- Androni Giocattoli-Sidermec - Burgos-BH - Cofidis, Solutions Crédits - Corendon-Circus - Delko-Marseille Provence - Direct Énergie - Israel Cycling Academy - Riwal Readynez - Roompot-Charles - Sport Vlaanderen-Baloise - Arkéa-Samsic - Vital Concept-B&B Hotels - Wanty-Groupe Gobert - Wallonie Bruxelles UCI Kontinentalhold (5)- Amore & Vita-Prodir - Development Team Sunweb - Natura4Ever-Roubaix Lille Métropole - Saint Michel-Auber 93 - Tarteletto-Isorex |
| |

### Danske ryttere
- Lasse Norman Hansen kørte for Corendon-Circus
- Tobias Kongstad kørte for Riwal Readynez Cycling Team
- Rasmus Quaade kørte for Riwal Readynez Cycling Team
- Troels Vinther kørte for Riwal Readynez Cycling Team
- Torkil Veyhe kørte for Riwal Readynez Cycling Team
- Andreas Stokbro kørte for Riwal Readynez Cycling Team
- Mathias Norsgaard Jørgensen kørte for Riwal Readynez Cycling Team

## Resultater
| \| Samlede stilling \| Samlede stilling \| Samlede stilling \| Samlede stilling \| Samlede stilling \| \| Rytter \| Rytter \| Hold \| Tid \| \| \| ---------------- \| -------------------- \| ----------------------------------- \| ---------------- \| ---------------- \| \| 1. \| Mathieu van der Poel \| Corendon-Circus \| 4t 21' 39" \| \| \| 2. \| Marc Sarreau \| Groupama-FDJ \| + 3" \| \| \| 3. \| Timothy Dupont \| Wanty-Gobert \| + 3" \| \| \| 4. \| Matteo Moschetti \| Trek-Segafredo \| + 3" \| \| \| 5. \| Emiel Vermeulen \| Natura4Ever-Roubaix Lille Métropole \| + 3" \| \| \| 6. \| Justin Jules \| Wallonie Bruxelles \| + 3" \| \| \| 7. \| Pierre Barbier \| Natura4Ever-Roubaix Lille Métropole \| + 3" \| \| \| 8. \| Bram Welten \| Arkéa-Samsic \| + 3" \| \| \| 9. \| Samuel Dumoulin \| AG2R La Mondiale \| + 3" \| \| \| 10. \| Romain Cardis \| Direct Énergie \| + 3" \| \| |                      |                                     |            |
| |                      |                                     |            |
| Kilder: ProCyclingStats Cycling Archives |                      |                                     |            |
| Samlede stilling |                      |                                     |            |
| Rytter | Rytter               | Hold                                | Tid        |
| 1. | Mathieu van der Poel | Corendon-Circus                     | 4t 21' 39" |
| 2. | Marc Sarreau         | Groupama-FDJ                        | + 3"       |
| 3. | Timothy Dupont       | Wanty-Gobert                        | + 3"       |
| 4. | Matteo Moschetti     | Trek-Segafredo                      | + 3"       |
| 5. | Emiel Vermeulen      | Natura4Ever-Roubaix Lille Métropole | + 3"       |
| 6. | Justin Jules         | Wallonie Bruxelles                  | + 3"       |
| 7. | Pierre Barbier       | Natura4Ever-Roubaix Lille Métropole | + 3"       |
| 8. | Bram Welten          | Arkéa-Samsic                        | + 3"       |
| 9. | Samuel Dumoulin      | AG2R La Mondiale                    | + 3"       |
| 10. | Romain Cardis        | Direct Énergie                      | + 3"       |